# 酒折站
酒折站（日语：／ Sakaori eki */?）是屬於東日本旅客鐵道（JR東日本）中央本線的鐵路車站，位於日本山梨縣甲府市酒折。

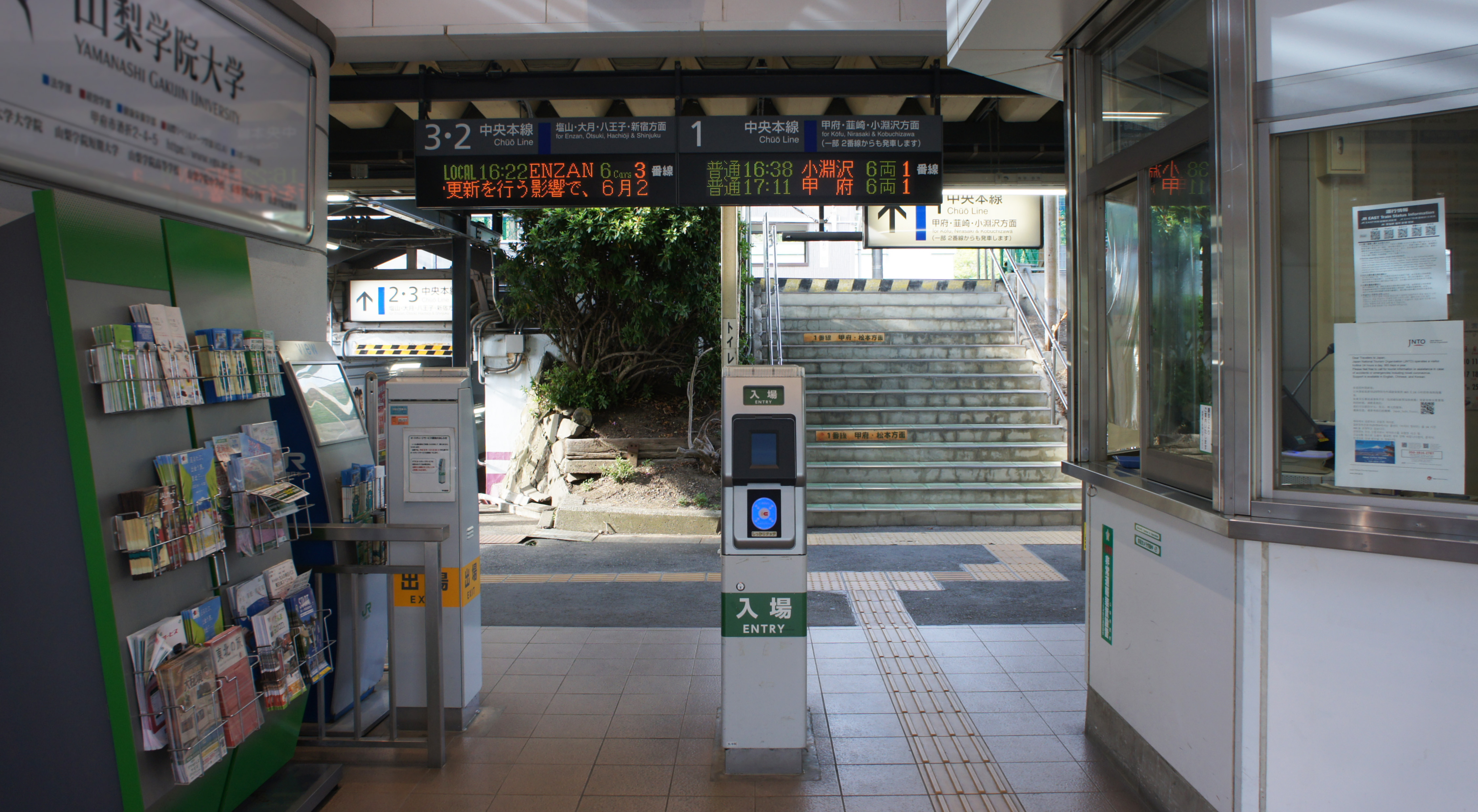
驗票口（2021年5月）

## 歷史
- 1926年（大正15年）2月11日：開業，為鐵道省的一個車站[1]。
- 1949年（昭和24年）6月1日：成為日本國有鐵道的一個車站。
- 1986年（昭和61年）11月1日：貨運業務停止辦理。
- 1987年（昭和62年）4月1日：國鐵分割民營化，成為東日本旅客鐵道的一個車站。
- 1996年（平成8年）12月14日：納入東京圈輸送管理系統。
- 2004年（平成16年）10月16日：本站被编入東京近郊區間，可以使用Suica。
- 2006年（平成18年）2月：新站舍竣工。
- 2017年（平成29年）2月28日：綠窗口營業結束。

## 車站結構

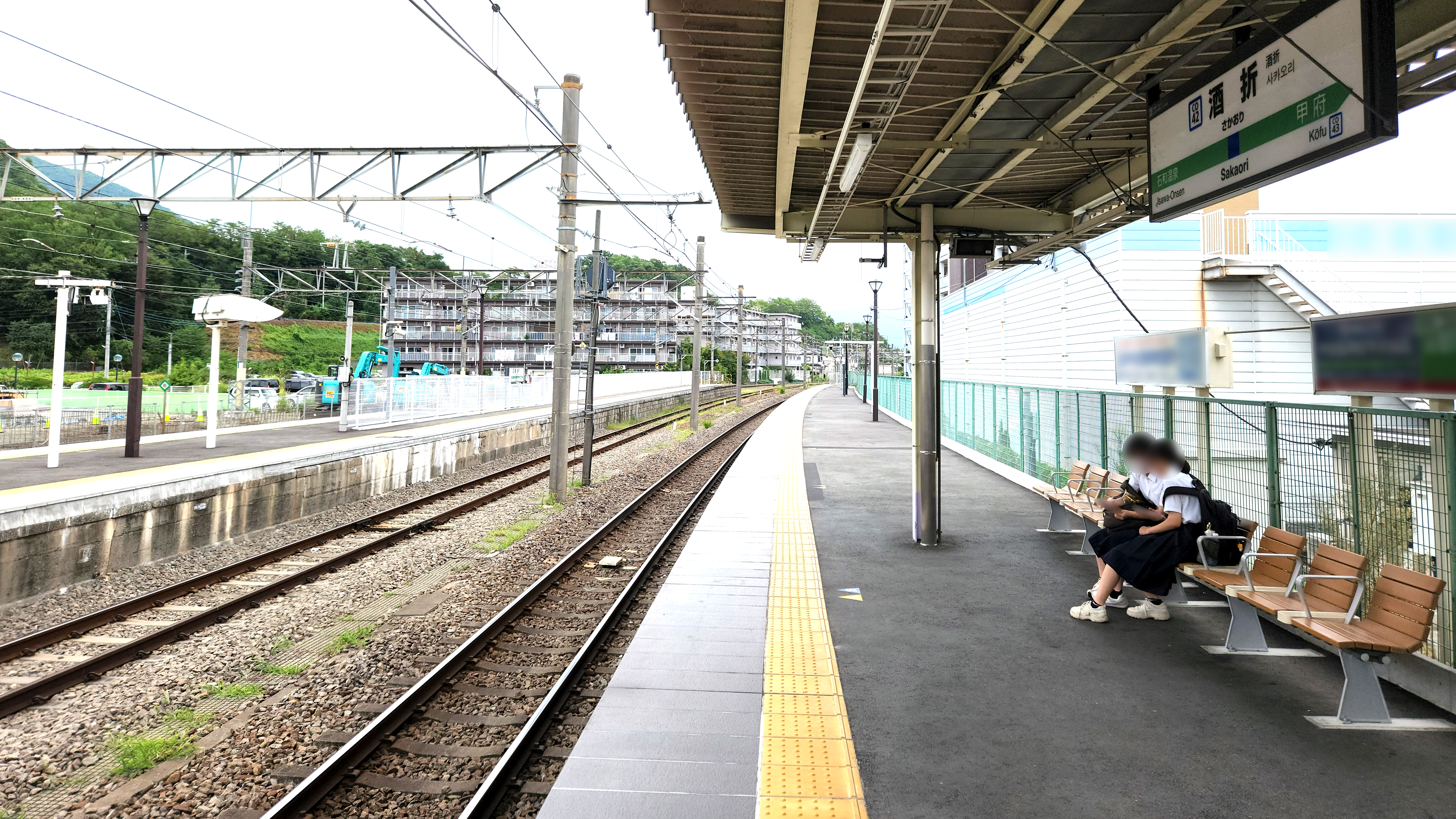
1號月台（2022年8月）

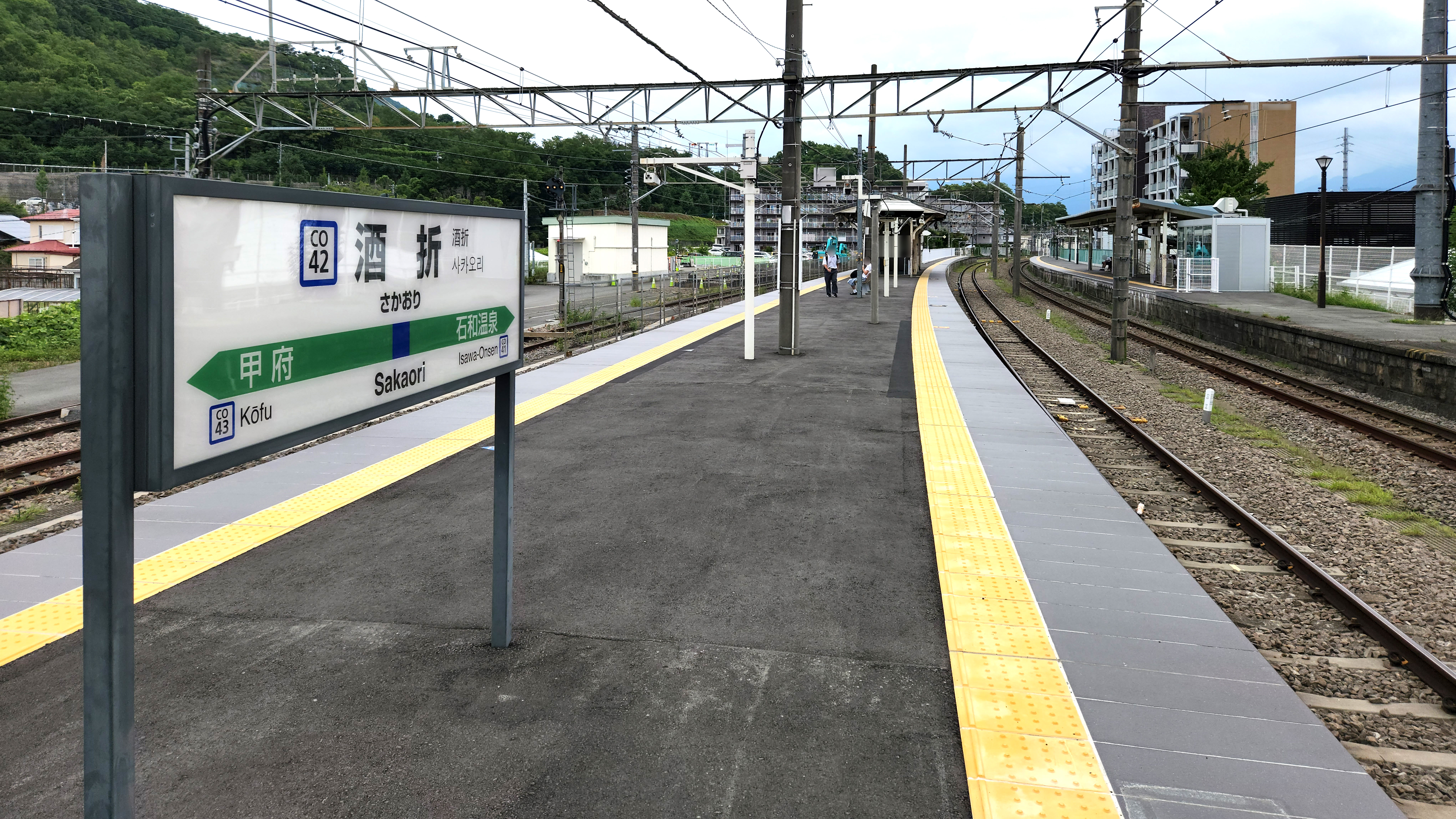
2號與3號月台（2022年8月）

此站為擁有側式月台1面1線和島式月台1面2線的地面車站。

### 月台配置
| 月台 | 路線     | 方向 | 目的地                       | 備註     |
| ---- | -------- | ---- | ---------------------------- | -------- |
| 1    | 中央本線 | 下行 | 甲府、韮崎、小淵澤方向       |          |
| 2    | 中央本線 | 下行 | 甲府、韮崎、小淵澤方向       | 待避列車 |
| 2    | 中央本線 | 上行 | 鹽山、大月、八王子、新宿方向 | 待避列車 |
| 3    | 中央本線 | 上行 | 鹽山、大月、八王子、新宿方向 |          |

（來源：JR東日本:車站構內圖 （页面存档备份，存于））

## 使用情況
根據JR東日本，2019年度（令和元年度）1日平均上車人次為2,213人。此數據比特急一部分停靠站的鹽山站、山梨市站還要多。
近年的推移如下表。
| 上車人次推移       | 上車人次推移     | 上車人次推移    |
| 年度               | 1日平均 上車人次 | 來源            |
| ------------------ | ---------------- | --------------- |
| 2000年（平成12年） | 1,671            | [ 利用客数 2 ]  |
| 2001年（平成13年） | 1,609            | [ 利用客数 3 ]  |
| 2002年（平成14年） | 1,533            | [ 利用客数 4 ]  |
| 2003年（平成15年） | 1,577            | [ 利用客数 5 ]  |
| 2004年（平成16年） | 1,625            | [ 利用客数 6 ]  |
| 2005年（平成17年） | 1,669            | [ 利用客数 7 ]  |
| 2006年（平成18年） | 1,669            | [ 利用客数 8 ]  |
| 2007年（平成19年） | 1,692            | [ 利用客数 9 ]  |
| 2008年（平成20年） | 1,807            | [ 利用客数 10 ] |
| 2009年（平成21年） | 1,917            | [ 利用客数 11 ] |
| 2010年（平成22年） | 2,057            | [ 利用客数 12 ] |
| 2011年（平成23年） | 2,063            | [ 利用客数 13 ] |
| 2012年（平成24年） | 2,144            | [ 利用客数 14 ] |
| 2013年（平成25年） | 2,249            | [ 利用客数 15 ] |
| 2014年（平成26年） | 2,170            | [ 利用客数 16 ] |
| 2015年（平成27年） | 2,283            | [ 利用客数 17 ] |
| 2016年（平成28年） | 2,274            | [ 利用客数 18 ] |
| 2017年（平成29年） | 2,203            | [ 利用客数 19 ] |
| 2018年（平成30年） | 2,199            | [ 利用客数 20 ] |
| 2019年（令和元年） | 2,213            | [ 利用客数 1 ]  |

## 车站周边
- 山梨学院大学
- 山梨学院短期大学
- 山梨学院中学高等学校
- 山梨学院小学
- FM甲府
- 山梨縣立甲府東高等學校
- 酒折宮
- 不老園
- 甲州街道（旧・国道20号〈現・国道411号・城東街〉）
- 山手街（山梨縣道6号甲府韮崎線） - 車站北側。

## 相鄰車站
東日本旅客鐵道（JR東日本）
 中央本線
石和溫泉（CO 41）－酒折（CO 42）－甲府（CO 43）

### 使用情況
1. 1 2  . 東日本旅客鉄道.   [2020-07-10]. （原始内容存档于2020-07-10）.
2. ↑  . 東日本旅客鉄道.   [2019-04-19]. （原始内容存档于2019-03-27）.
3. ↑  . 東日本旅客鉄道.   [2019-04-19]. （原始内容存档于2019-03-27）.
4. ↑  . 東日本旅客鉄道.   [2019-04-19]. （原始内容存档于2019-03-27）.
5. ↑  . 東日本旅客鉄道.   [2019-04-19]. （原始内容存档于2019-03-27）.
6. ↑  . 東日本旅客鉄道.   [2019-04-19]. （原始内容存档于2019-03-27）.
7. ↑  . 東日本旅客鉄道.   [2019-04-19]. （原始内容存档于2019-03-27）.
8. ↑  . 東日本旅客鉄道.   [2019-04-19]. （原始内容存档于2019-03-27）.
9. ↑  . 東日本旅客鉄道.   [2019-04-19]. （原始内容存档于2019-04-02）.
10. ↑  . 東日本旅客鉄道.   [2019-04-19]. （原始内容存档于2019-03-27）.
11. ↑  . 東日本旅客鉄道.   [2019-04-19]. （原始内容存档于2019-03-27）.
12. ↑  . 東日本旅客鉄道.   [2019-04-19]. （原始内容存档于2019-03-28）.
13. ↑  . 東日本旅客鉄道.   [2019-04-19]. （原始内容存档于2019-03-28）.
14. ↑  . 東日本旅客鉄道.   [2019-04-19]. （原始内容存档于2019-03-22）.
15. ↑  . 東日本旅客鉄道.   [2019-04-19]. （原始内容存档于2016-03-04）.
16. ↑  . 東日本旅客鉄道.   [2019-04-19]. （原始内容存档于2019-03-22）.
17. ↑  . 東日本旅客鉄道.   [2019-04-19]. （原始内容存档于2019-03-22）.
18. ↑  . 東日本旅客鉄道.   [2019-04-19]. （原始内容存档于2019-03-22）.
19. ↑  . 東日本旅客鉄道.   [2019-04-19]. （原始内容存档于2019-03-22）.
20. ↑  . 東日本旅客鉄道.   [2019-07-10]. （原始内容存档于2019-07-05）.

## 外部連結
- 車站資訊（酒折）：東日本旅客鐵道